# Parafia Przemienienia Pańskiego w Koszycach Wielkich
Parafia Przemienienia Pańskiego w Koszycach Wielkich – parafia rzymskokatolicka, znajdująca się w diecezji tarnowskiej, w dekanacie Tarnów Zachód.
Została erygowana 17 lipca 1981 roku przez abp. Jerzego Ablewicza.

## Proboszczowie
- ks. prał. Karol Dziubaczka (1981–1984)[2]
- ks. prał. Kazimierz Bonarek (1984–2016)[2]
- ks. Bogusław Smoleński (2016-2017)
- ks. Paweł Płatek (od 2017)[3]